# 卡拜
卡拜（英語：Carbyne）是拥有三个自由电子的电中性单价碳活性中间体HC及其衍生物（如EtO2C-C）的统称。卡拜可通过很多方法获得。它可以短寿命的活性中间体存在于气相中。
卡拜可以与金属离子结合形成金属卡拜配合物（如[WBr(CO)2(2,2'-bipy)C-Ar]和[WBr(CO)2(PPh3)2C-NR2]）。这类化合物的一种合成方法是让W(CO)6与二异丙基氨基锂（LDA）反应产生[(iPr2N)(OLi)C=W(CO)5]，然后再让其与草酰溴或Br2-PPh3和三苯基膦反应。另一种合成方法是用路易斯酸处理甲氧基金属卡宾配合物。